# جويرمو جارسيا لوبيز
جويرمو جارسيا لوبيز (بالإسبانية: Guillermo García López)‏ هو لاعب كرة مضرب إسباني.

## روابط إضافية
- جويرمو جارسيا لوبيز على موقع رابطة محترفي التنس (الإنجليزية)
- جويرمو جارسيا لوبيز على موقع الاتحاد الدولي لكرة المضرب (الإنجليزية)
- جويرمو جارسيا لوبيز على موقع كأس ديفيز (الإنجليزية)
- جويرمو جارسيا لوبيز على موقع خلاصة التنس.كوم (الإنجليزية)
- جويرمو جارسيا لوبيز على موقع AS.com (الإسبانية)
- Garcia-Lopez Recent Match Results
- Garcia-Lopez World Ranking History
- Oficial web site